# Зайсан (місто)
Зайса́н (каз. Зайсан) — місто, центр Зайсанського району Східноказахстанської області Казахстану. Адміністративний центр та єдиний населений пункт Зайсанського району.
Населення — 18430 осіб (2021; 14389 у 2009, 16021 у 1999, 16970 у 1989).

## Уродженці
- Аубакіров Манаф Аубакірович (1926—1945) — командир гарматного розрахунку, старший сержант, Повний Кавалер ордена Слави.
- Майра Жангелова -  доктор медичних наук, професор Казахського національного медичного університету.